# Фортунато, Марио
Марио Франсиско Фортунато (исп. Mario Francisco Fortunato; 1904, Буэнос-Айрес — 10 января 1970, Буэнос-Айрес) — аргентинский футболист, полузащитник. Чемпион Кубка Южной Америки 1925 года. После завершения игровой карьеры тренировал ряд известных аргентинских и латиноамериканских клубов.

## Карьера
В качестве игрока Фортунато выступал за клубы «Спортиво Барракас», «Уракан» и «Бока Хуниорс», в составе «Бока Хуниорс» стал чемпионом Аргентины в 1926 году. Провёл 11 матчей за сборную Аргентины, был в составе сборной на трёх чемпионатах Южной Америки 1924, 1925 и 1926 годов. Стал чемпионом Южной Америки в 1925 году. Из-за травмы колена рано завершил игровую карьеру, и в 1930 году, в 26-летнем возрасте стал главным тренером «Бока Хуниорс». Был главным тренером «Боки» на протяжении шести лет, выиграв за это время четыре чемпионата Аргентины, в дальнейшем ещё дважды становился главным тренером «Боки», но уже без особого успеха. Кроме «Бока Хуниорс» тренировал ещё ряд известных аргентинских клубов, но титулов больше не завоевывал, кроме этого непродолжительное время возглавлял именитый бразильский «Ботафого».

## Достижения
- Чемпион Аргентины (5): 1926, 1930, 1931, 1934, 1935.
- Чемпион Южной Америки (1): 1925.